# Instituto Histórico e Geográfico de Santa Catarina
O Instituto Histórico e Geográfico de Santa Catarina (IHGSC) é uma instituição acadêmica e cultural, fundado em 7 de setembro de 1896.

## História
O IHGSC tem sede em Florianópolis, capital do estado de Santa Catarina, e foi fundado por iniciativa de José Arthur Boiteux, com o apoio do então governador do estado, Hercílio Luz, e de 30 outros fundadores, representantes dos meios político, cultural e econômico da cidade. O Instituto divide espaço na Casa José Boiteux com a Academia Catarinense de Letras.

## Missão
O Instituto tem por objetivos pesquisar, investigar, interpretar e divulgar fatos históricos, geográficos, etnográficos, arqueológicos, genealógicos e das demais ciências afins à História e à Geografia, relacionados com o Estado de Santa Catarina.

## Fundadores
1. Abílio Justiniano de Oliveira
2. Afonso Cavalcanti do Livramento
3. Alfredo Pinto de Vasconcelos
4. Amaro Pessoa
5. Amos L. Post
6. Antônio Pereira da Silva e Oliveira
7. Arthur Moreira de Barros Oliveira Lima
8. Augusto Fausto de Sousa
9. Emílio Ganz
10. Eufrásio José da Cunha
11. Feliciano Marques
12. Felipe Schmidt
13. Francisco da Cunha Machado Beltrão
14. Francisco Tavares da Cunha Melo Sobrinho
15. Gustavo Adolfo da Silveira
16. Gustavo Richard
17. Hercílio Pedro da Luz
18. João Maria Duarte
19. Joaquim Thiago da Fonseca
20. José Arthur Boiteux
21. José Maria dos Santos Carneiro Júnior
22. José Roberto Viana Guilhon
23. Jorge do Lossio e Seiblitz
24. Líbero Guimarães
25. Luís Antônio Ferreira Gualberto
26. Luís Cavalcanti de Campos Melo
27. Manuel Cavalcanti de Arruda Câmara
28. Pedro Ferreira e Silva
29. Polidoro Olavo de São Tiago
30. Thomáz Cardoso da Costa Júnior